# 尕旱地墓地
尕旱地墓地，位于中国青海省同仁市保安乡城内村，为青海省市县级文物保护单位，公布日期为1988年8月26日，类型为古墓葬。
尕旱地墓地的历史年代为青铜时代。